# 斯普利特科学博物馆和动物园
斯普利特科学博物馆和动物园 是一个博物馆，位于克罗地亚斯普利特马里安山上。科学博物馆是一座老房子。 。
马里安山是一个美丽的无声绿色空间，大小约为300平方公里（类似于纽约的中央公园）。这里没有汽车，只有自然和艺术。人们在这里跑步，骑自行车，享受美景。市民和游客来此寻求平静和安宁，躲避喧闹的都市。